# 二ツ橋駅
二ツ橋駅（ふたつばしえき）は、神奈川県横浜市瀬谷区（営業当時は戸塚区）の相模鉄道本線の三ツ境駅と瀬谷駅の間に、かつて存在した駅である。開業当時は中原街道沿いにあり、また二ツ橋に行政の中心があったため三ツ境駅より栄えていた。

## 場所
三ツ境駅と瀬谷駅間の三ツ境寄りの位置、三ツ境2号踏切から約50ｍ海老名方付近。

## 歴史
- 1926年（大正15年）5月12日 - 神中鉄道が二俣川駅 - 厚木駅間開通と同時に開業。
- 1943年（昭和18年）4月1日 - 神中鉄道の相模鉄道への合併により、同社の駅となる。
- 1944年（昭和19年） - 休止。
- 1960年（昭和35年）8月1日 - 廃止。

## 隣の駅
相模鉄道
本線
三ツ境駅 - 二ツ橋駅 - 瀬谷駅